# Udo Voigt

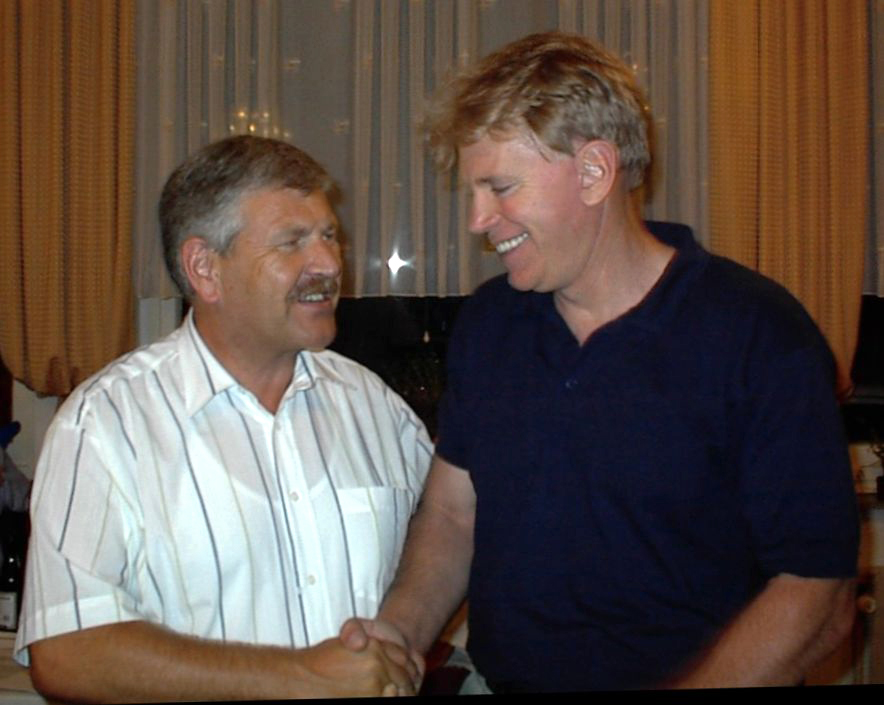
Udo Voigt y David Duke.

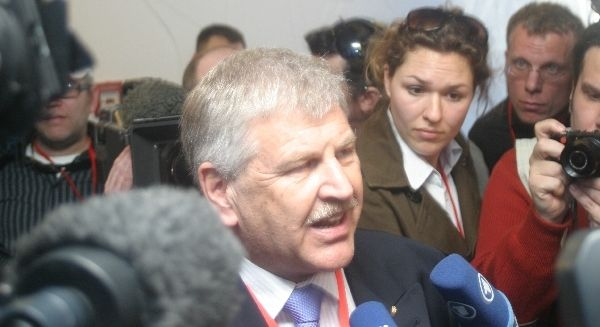
Udo Voigt habla con los periodistas (04.04.2009).

Udo Voigt (Viersen, Alemania, 14 de abril de 1952- 17 de julio de 2025) fue un político alemán del NPD. Fue politólogo y militar de profesión.
Desde 1996 hasta 2011 fue presidente del Partido Nacionaldemócrata de Alemania (NPD, Nationaldemokratische Partei Deutschlands). Entre 2014 y 2019 fue miembro del Parlamento Europeo.

## Biografía
Hijo de un exoficial de la Wehrmacht, Voigt se unió al NPD en 1968, a los 16 años de edad. 
Se integró a la Fuerza Aérea (Luftwaffe) pero fue expulsado de esta en 1984, cuando se negó a renunciar a las filas del NPD. Con los años, el partido fue perdiendo fuerzas, pero logró un nuevo impulso con la reunificación del país, en 1990, y la aparición de nuevos desencantados en el este del país.
Fue elegido presidente del partido en 1996, sucediendo a Günter Deckert que había sido detenido en 1995 y estuvo en prisión hasta 2000 por incitar al odio racial.
Desde septiembre de 2006 hasta 2010 Voigt fue miembro de la Asamblea de Distrito (Bezirksverordnetenversammlung) del distrito de Treptow-Köpenick, en Berlín. Anteriormente, había postulado sin éxito en las elecciones al Parlamento Europeo y para alcalde de Saarbrücken.
El 13 de marzo de 2008, Voigt fue acusado (por lo menos por segunda vez en su vida) del cargo conocido como Incitación al Odio hacia el Pueblo (Volksverhetzung) por distribuir panfletos cargados de ideas racistas. En 2009 se le dio una sentencia suspendida de siete meses de cárcel y se le ordenó donar 2.000 euros a la UNICEF. Voigt protestó por la condena, alegando que era una motivación política.
El 13 de noviembre de 2011, Voigt fue sustituido como líder del NPD por Holger Apfel, elegido ese día en un congreso del NPD. Voigt fue candidato en la elección, pero obtuvo 85 votos, frente a los 126 de Apfel.
Voigt fue elegido como eurodiputado en las elecciones europeas de 2014, perdiendo su escaño en los comicios de 2019.